# 普萊森特格羅夫 (加利福尼亞州)
普萊森特格羅夫（英語：Pleasant Grove）是位於美國加利福尼亞州薩特縣的一個非建制地區。該地的面積和人口皆未知。

## 地理
普萊森特格羅夫的座標為39°49′26″N 121°29′02″W / 39.82389°N 121.48389°W，而該地的平均海拔高度為15米（即49英尺）。